# Sega Mega Drive Collection
Sega Mega Drive Collection, in Nordamerika als Sega Genesis Collection bekannt, ist eine Videospielsammlung, die von Digital Eclipse entwickelt und von Sega erstmals in Nordamerika am 7. November 2006 für die PlayStation 2 und kurz darauf für PlayStation Portable veröffentlicht wurde. Sie enthält insgesamt 28 Spiele (27 in der europäischen Version), die von 1988 bis 1996 für das Sega Mega Drive erschienen sind, davon zwei aus der Sonic-Spieleserie, sowie fünf freispielbare Arcade-Spiele, die von 1981 bis 1988 erschienen sind, wobei beide Versionen über je fünf andere Arcade-Spiele als die jeweils andere Version verfügen.
Im Jahre 2009 erschien der direkte Nachfolger Sega Mega Drive Ultimate Collection für PlayStation 3 und Xbox 360.

## Inhalt
Die Sega Mega Drive Collection enthält folgende Spiele in alphabetischer Reihenfolge:
| Von Beginn an auswählbare Sega-Mega-Drive-Spiele              | Von Beginn an auswählbare Sega-Mega-Drive-Spiele | Von Beginn an auswählbare Sega-Mega-Drive-Spiele | Von Beginn an auswählbare Sega-Mega-Drive-Spiele |
| Name des Spiels                                               | Release                                          | Genre                                            | Entwickler                                       |
| ------------------------------------------------------------- | ------------------------------------------------ | ------------------------------------------------ | ------------------------------------------------ |
| Alex Kidd in the Enchanted Castle                             | 1989                                             | Jump ’n’ Run                                     | Sega                                             |
| Altered Beast                                                 | 1988                                             | Beat ’em up                                      | Sega                                             |
| Bonanza Bros.                                                 | 1991                                             | Stealth                                          | Sega                                             |
| Columns                                                       | 1990                                             | Puzzle                                           | Sega                                             |
| Comix Zone                                                    | 1995                                             | Beat ’em up                                      | Sega                                             |
| Decap Attack                                                  | 1991                                             | Jump ’n’ Run                                     | Vic Tokai                                        |
| Ecco the Dolphin                                              | 1992                                             | Action-Adventure                                 | Novotrade International                          |
| Ecco: The Tides of Time                                       | 1994                                             | Action-Adventure                                 | Appaloosa Interactive                            |
| Ecco Jr.                                                      | 1995                                             | Action-Adventure                                 | Appaloosa Interactive                            |
| Flicky                                                        | 1991                                             | Jump ’n’ Run                                     | Sega                                             |
| Gain Ground                                                   | 1991                                             | Taktik-Shooter                                   | Sega                                             |
| Golden Axe                                                    | 1989                                             | Beat ’em up                                      | Sega                                             |
| Golden Axe II                                                 | 1991                                             | Beat ’em up                                      | Sega                                             |
| Golden Axe III                                                | 1991                                             | Beat ’em up                                      | Sega                                             |
| Kid Chameleon                                                 | 1992                                             | Jump ’n’ Run                                     | Sega                                             |
| Phantasy Star II                                              | 1989                                             | RPG                                              | Sega                                             |
| Phantasy Star III                                             | 1990                                             | RPG                                              | Sega                                             |
| Phantasy Star IV                                              | 1993                                             | RPG                                              | Sega                                             |
| Ristar                                                        | 1995                                             | Jump ’n’ Run                                     | Sonic Team                                       |
| Shadow Dancer: The Secret of Shinobi 1                        | 1990                                             | Hack and Slay                                    | Sega                                             |
| Shinobi III: Return of the Ninja Master                       | 1993                                             | Hack and Slay                                    | Sega                                             |
| Sonic the Hedgehog                                            | 1991                                             | Jump ’n’ Run                                     | Sonic Team                                       |
| Sonic the Hedgehog 2                                          | 1992                                             | Jump ’n’ Run                                     | Sonic Team                                       |
| Super Thunder Blade                                           | 1988                                             | Shoot ’em up                                     | Sega                                             |
| Sword of Vermilion                                            | 1989                                             | RPG                                              | Sega                                             |
| Vectorman                                                     | 1995                                             | Jump ’n’ Run                                     | BlueSky Software                                 |
| Vectorman 2                                                   | 1996                                             | Jump ’n’ Run                                     | BlueSky Software                                 |
| Virtua Fighter 2                                              | 1994                                             | Fighting                                         | Sega                                             |
| Freischaltbare Arcade-Spiele der PlayStation-2-Version        |                                                  |                                                  |                                                  |
| Name des Spiels                                               | Release                                          | Genre                                            | Entwickler                                       |
| Altered Beast                                                 | 1988                                             | Beat ’em up                                      | Sega                                             |
| Future Spy                                                    | 1984                                             | Shoot ’em up                                     | Sega                                             |
| Tac/Scan                                                      | 1982                                             | Shoot ’em up                                     | Sega                                             |
| Zaxxon                                                        | 1981                                             | Shoot ’em up                                     | Sega                                             |
| Zektor                                                        | 1982                                             | Shoot ’em up                                     | Sega                                             |
| Freischaltbare Arcade-Spiele der PlayStation-Portable-Version |                                                  |                                                  |                                                  |
| Name des Spiels                                               | Release                                          | Genre                                            | Entwickler                                       |
| Astro Blaster                                                 | 1981                                             | Shoot ’em up                                     | Gremlin Industries                               |
| Congo Bongo                                                   | 1983                                             | Adventure                                        | Sega                                             |
| Eliminator                                                    | 1982                                             | Shoot ’em up                                     | Gremlin Industries                               |
| Space Fury                                                    | 1981                                             | Shoot ’em up                                     | Gremlin Industries                               |
| Super Zaxxon                                                  | 1982                                             | Shoot ’em up                                     | Sega                                             |

Weitere Inhalte der Collection sind über 35 Minuten Videomaterial Interviews mit Mitarbeitern von Sega of Japan, ein Museum mit Fakten, Strategien und den Verpackungen zu den Spielen sowie die "Sega Cheat Sheet" mit Cheatcodes für einige Spiele.

## Rezeption
Sega Mega Drive Collection wurde allgemein positiv bewertet.

„So müssen Retro-Sammlungen aussehen, denn die Mega Drive Collection macht fast alles richtig. Mit 30 Spielen auf der DVD ist für reichlich Daddelmaterial gesorgt, zumal die 16-Bit-Technik auch heute noch eine gute Figur abgibt (sofern Euch keine Bitmap-Allergie plagt). Die Auswahl der Titel ist zwar nicht perfekt – so fehlt z.B. obskurerweise das dritte Sonic –, aber insgesamt von hoher Qualität: Selbst die paar Gurken wie Altered Beast haben Kuriositätenwert und werden von den zahlreichen echten Hits locker aufgewogen. Dank 60Hz-Modus freuen sich Oldie-Liebhaber über nahezu perfekte Emulationen, das jederzeit mögliche Speichern und umfangreiches Bonusmaterial runden das Paket gelungen ab – ein Pflichtkauf nicht nur für Retrofans. Masse und Klasse: fabelhafte Retro-Sammlung mit vielen Highlights der 16-Bit-Ära.“